# Günter Trautmann

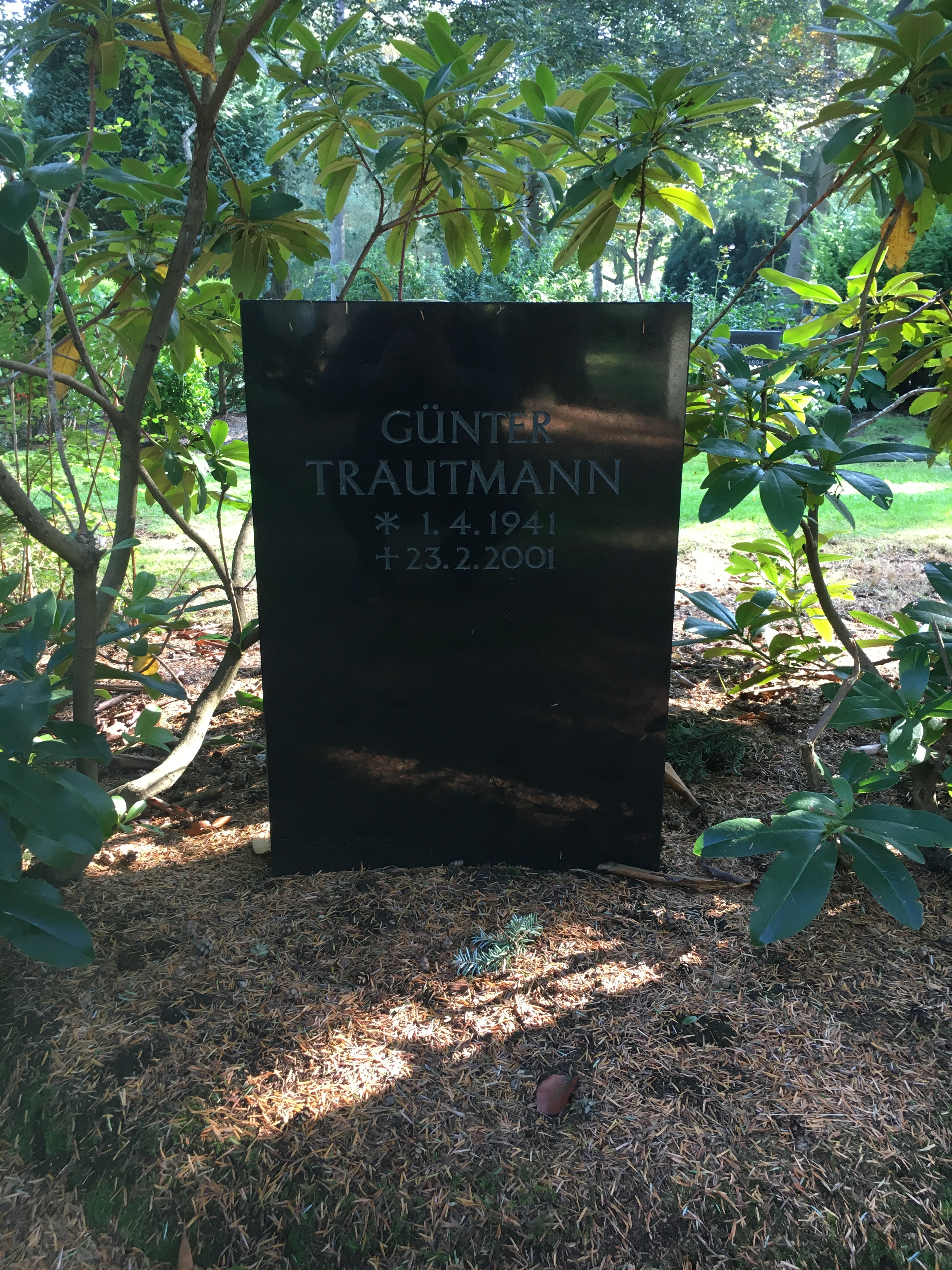
Grabstätte Günter Trautmann auf dem Friedhof Ohlsdorf

Günter Trautmann (* 1. April 1941 in Dortmund; † 23. Februar 2001 in Hamburg) war ein deutscher Politikwissenschaftler.

## Leben
Günter Trautmann studierte in den 1960er-Jahren Politikwissenschaft an der Ruprecht-Karls-Universität Heidelberg. 1972 wurde er in Heidelberg mit einer von Werner Conze betreuten Arbeit über Staat, Parteien und "Sociale Frage" in Preußen-Deutschland zwischen 1857 und 1878 promoviert. Von 1977 bis 2001 war Trautmann Professor für Politische Wissenschaft an der Universität Hamburg.
Trautmann verstarb 59-jährig und wurde auf dem Hamburger Friedhof Ohlsdorf im Planquadrat Bm 63 beigesetzt.

## Schriften (Auswahl)
- Industrialisierung ohne politische Innovation. Staat, Parteien und "Sociale Frage" in Preußen-Deutschland zwischen 1857 und 1878. (Heidelberg, Univ., Diss., 1972).
- Zwischen Fortschritt und Restauration. Liberale Doktrin und Parteienentwicklung in Deutschland 1861–1933. Hamburg 1975, OCLC 313036378.
- Die Sowjetunion im Wandel. Wirtschaft, Politik und Kultur seit 1985. Darmstadt 1989, ISBN 3-534-80029-X.
- als Herausgeber: Die hässlichen Deutschen. Deutschland im Spiegel der westlichen und östlichen Nachbarn. Darmstadt 1991, ISBN 3-534-11386-1.
- als Herausgeber mit Ernst-Ulrich Große: Italien verstehen. Darmstadt 1997, ISBN 3-89678-052-2.